# اف۳بی
اف ۳بی (به انگلیسی: Boeing_F3B) یک هواگرد ملخ‌پیشین تک‌موتوره از نوع جنگنده بمب‌افکن دریاپایه ساخت شرکت بوئینگ است. هواگرد اف ۳بی نخستین پروازش را در ۳ فوریه ۱۹۲۸ میلادی انجام داد. این هواگرد در سال اوت ۱۹۲۸ میلادی رسماً معرفی گردید. در مجموع، تعداد 74 فروند از این هواگرد ساخته شده‌است.